# Уигем, Джорджия
Джорджия Уигем (англ. Giorgia Whigham, род. 19 августа 1997, Нью-Йорк, Нью-Йорк, США) — американская актриса. Наиболее известна по роли Бет в телесериале «Крик: Воскрешение» и по роли Эми Бендикс в телесериале «Каратель».Так же сыграла роль Блер в сериале спин-офф "Третий лишний"

## Биография
Джорджия Уигем родилась в Нью-Йорке, штат Нью-Йорк. Начала актёрскую карьеру, снявшись вместе с Эллери Спрейберри в короткометражном фильме «Pinky» в 2016 году. После своего актёрского дебюта она получила роли в различных телевизионных шоу, включая «Бесстыдники», «Сын Зорна», «13 причин почему» и «Орвилл».
В 2017 году она снялась в фильме «Спасая Зои», который является экранизацией одноимённого бестселлера Элисон Ноэль, вместе с сёстрами-актрисами Лорой и Ванессой Марано. 13 сентября 2017 года Уигем получила постоянную роль в третьем сезоне сериала «Крик: Воскрешение», где она исполнила роль Бет. 26 февраля 2018 года Джорджия получила постоянную роль во втором сезоне сериала «Каратель». В 2020 году её утвердили на роль Джейд в спинн-оффе сериалов «Дневники вампира» и «Первородные» — «Наследие».

## Личная жизнь
Джорджия Уигем является дочерью американского актёра Шея Уигема.

## Фильмография
| Год       |     | Русское название             | Оригинальное название       | Роль            |
| --------- | --- | ---------------------------- | --------------------------- | --------------- |
| 2016      | кор |                              | Pinky                       | Надя            |
| 2016      | с   | Бесстыжие                    | Shameless                   | Тория           |
| 2016—2017 | с   | Сын Зорна                    | Son of Zorn                 | Шеннон          |
| 2017      | кор |                              | The Legend of Master Legend | Эшли            |
| 2017      | с   | 13 причин почему             | 13 Reasons Why              | Кэт             |
| 2017      | с   | Шанс                         | Chance                      | Пеппер          |
| 2017      | с   | Орвилл                       | The Orville                 | Лизелла         |
| 2018      | с   | По волчьим законам           | Animal Kingdom              | Сара            |
| 2018      | ф   | Сьерра Берджесс - неудачница | Sierra Burgess Is a Loser   | Крисси          |
| 2018      | с   | Грязный Джон                 | Dirty John                  | Подросток Дениз |
| 2019      | с   | Каратель                     | The Punisher                | Эми Бендикс     |
| 2019      | кор |                              | N.I.                        | Саманта         |
| 2019      | с   | Крик                         | Scream                      | Бет             |
| 2019      | ф   | Спасая Зои                   | Saving Zoë                  | Карли           |
| 2019      | с   | Навстречу Тьме               | Into the Dark               | Бет             |
| 2020—2021 | с   | Наследие                     | Legacies                    | Джейд           |
| ТВА       | ф   |                              | What We Found               | Кэсси           |